# Frank en Frey 2
Frank en Frey 2 (originele titel: The Fox and the Hound 2) is een Amerikaanse animatiefilm van Walt Disney Pictures. De film kwam uit in 2006.
Qua verhaal haakt de film in op de in 1981 verschenen film Frank en Frey. Echter, Frank en Frey 2 vormt hierop geen sequel, maar speelt zich af in de periode dat de vos Frey en de jachthond Frank elkaar al kennen en nog jong zijn. Het gaat dus om een tijdlijn binnen het verhaal van de oorspronkelijke film.

## Verhaal
Omdat Frank door zijn jonge leeftijd niet goed is in jagen, krijgt hij al snel het gevoel waardeloos te zijn. Om hem te helpen probeert Frey iets te vinden waar Frank wel goed in is. Hij laat hem lid worden van een zanggroep die geheel uit zwerfhonden bestaat. Frank vervangt hierbij de hond Dixie, die zich net voor een optreden heeft teruggetrokken.
Frank gaat zo op in zijn succes, dat hij meer tijd besteedt aan de band dan aan Frey. Ondertussen ontdekt Dixie tot haar woede dat ze vervangen is. Ze zoekt Frey op en leert van hem dat Frank helemaal geen zwerfhond is, zoals hij eerst beweerde. Ze besluit dit nieuws openbaar te maken, zodat Frank uit de groep wordt gezet.
Uiteindelijk verlaat Frank op eigen initiatief de band.

## Rolverdeling
- Jonah Bobo als Frey (Tod)
- Harrison Fahn als Frank (Copper)
- Patrick Swayze als Cash
- Reba McEntire als Dixie
- Jeff Foxworthy als Lyle
- Vicki Lawrence als Granny Rose
- Rob Paulsen als Chief
- Jim Cummings als Waylon & Floyd
- Stephen Root als the Talent Scout

Nederlandse versie
- Pouwel van Schooten als Frey (Tod)
- Jasper Sohier als Frank (Dialog)
- Pouwel van Schooten als Frank (Zang)
- Jim de Groot als Cash
- Meghna Kumar als Dixie
- Ewout Eggink als Larry
- Nelly Frijda als oma roos
- Rinie van den Elzen als de Talent Scout

## Nummers
- "Friends for Life
- "We're in Harmony"
- "Hound Dude"
- "Good Doggie, No Bone!"
- "Blue Beyond"
- "We Go Together"
- "You Know I Will"